# Mollerup Skov
Mollerup Skov er en 97 ha stor, relativ nyanlagt skov beliggende i den nordlige del af Aarhus mellem Risskov og Skejby – afgrænset af Skejbyvej, Langengevej, Skejby Nordlandsvej. 
Mollerup Skov domineres af bøg, eg, ask og kirsebær, afbrudt af store åbne arealer, bestående af marker og enge med græssende kvæg. Denne afveksling bevirker sammen med fem småsøer, at der er grundlag for et rigt og varieret dyreliv. Man kan således møde fasaner, harer, ræve og rådyr eller spotte en rovfugl i ny og næ; heriblandt spurvehøg og musvåge. De åbne arealer indimellem, giver mulighed for et vue ud over Egådalen og Egå Engsø.

## Historien
Mollerup Skov er anlagt af Aarhus Kommune i perioden 1993-97, som del af planen Århus omkranset af skov og hører under de nye Aarhus skove. Planen blev vedtaget af byrådet i 1988 med målet om at fordoble kommunens skovarealer inden år 2000. Skoven plejes af Aarhus Kommunes Naturforvaltning. 
En gammel kirkesti i den nordvestlige ende af skoven nær golfbanen (Mollerup Golf Club), giver via Mollerup bebyggelsen adgang til Lisbjerg kirke og Lisbjerg Skov, på den anden side af Egådalen. Der er også en asfalteret cykel- og løbesti til Egå Engsø mod nordøst.

## Faciliteter
I overensstemmelse med Aarhus Kommunes hensigsterklæringer omkring de nye Aarhus-skove, er Mollerup Skov designet til at understøtte borgernes muligheder for at aktivere sig i naturen. Her findes derfor et utal af stier, gennem den ellers tætte bevoksning, shelters til overnatninger og forsamlinger og en indhegnet hundeskov.  
I Mollerup Skov er der 2 markerede løberuter:
Gul rute - 2,1 km (Webside ikke længere tilgængelig) (2.126 meter).
Rød rute - 3,0 km (Webside ikke længere tilgængelig) (2.972 meter).
De mange stier i skoven, gør det muligt at sammenstykke egne løberuter. For eksempel Mollerup Golf Club rute – 3,4 km (Webside ikke længere tilgængelig) (3.428 meter).
Man kan også tilføje Engsø sløjfen – 1,8 km (Webside ikke længere tilgængelig) (1.766 meter), ud til Egå Engsø, hvor der er en 5,2 km (5.218 meter ) rute rundt om engsøen (i alt 7 km).

## Galleri
- Motion og udsyn over Egådalen
- Hundeskoven.
- Træskulptur
- Små skovsøer
- Fodring forbudt skilte
- Én af gårdene i området.
- Åbne arealer.